# Limnophila quaesita
Limnophila quaesita är en tvåvingeart som beskrevs av Alexander 1923. Limnophila quaesita ingår i släktet Limnophila och familjen småharkrankar. Inga underarter finns listade i Catalogue of Life.